# Monseigneur le détective
Pour plus de détails, voir Fiche technique et Distribution.
Monseigneur le détective (The Bishop Misbehaves) est un film américain en noir et blanc réalisé par Ewald André Dupont, sorti en 1935.

## Synopsis
Le photographe américain Donald Meadows est en tournée en Grande-Bretagne pour photographier les cathédrales. Dans l'un d'elles, il flirte avec Hester Grantham qui assiste à un office. Elle n'est pas intéressée jusqu'à ce qu'il lui dise qu'il est un Américain de Chicago, la ville du crime. Elle lui dit alors qu'elle a besoin de son aide pour commettre un vol. Pensant qu'elle plaisante, il écoute le plan qu'elle lui soumet : récupérer des documents prouvant que Guy Waller a volé des papiers à son père. Les documents en question apportent la preuve que son père aurait dû être titulaire du brevet usurpé par Guy Waller, brevet qui a rendu ce dernier riche...

## Fiche technique
- Titre : Monseigneur le détective
- Titre original : The Bishop Misbehaves
- Réalisation : Ewald André Dupont
- Scénario : Leon Gordon, Monckton Hoffe, d'après la pièce de Frederick J. Jackson
- Photographie : James Van Trees
- Montage : James E. Newcom
- Musique : Edward Ward
- Direction artistique : Cedric Gibbons
- Costumes : Dolly Tree
- Producteur : Lawrence Weingarten
- Société de production : Metro-Goldwyn-Mayer
- Pays d'origine :  États-Unis
- Langue : anglais
- Format : noir et blanc - 1,37:1 - son : Mono (Western Electric Sound System)
- Genre : comédie policière
- Durée : 85 min
- Dates de sortie :
  -  États-Unis : 13 septembre 1935
  -  France : 3 juillet 1936

## Distribution
- Edmund Gwenn : l'évêque
- Maureen O'Sullivan : Hester
- Lucile Watson : Lady Emily
- Reginald Owen : Guy Waller
- Dudley Digges : 'Red'
- Norman Foster : Donald
- Lilian Bond : Mme Waller
- Melville Cooper : Collins
- Robert Greig : Rosalind
- Charles McNaughton : 'Frenchy'
- Etienne Girardot : Brooke
- Ivan F. Simpson : M. Grantham
- Lumsden Hare : le constable